# Ga Unyeon
Ga Unyeon (Seochang) (Tiếng Hàn: 운연(서창)역, Hanja:  雲宴(西昌)驛) là ga tàu điện ngầm trên Tàu điện ngầm Incheon tuyến 2 ở Unyeon-dong, Namdong-gu, Incheon.

## Lịch sử
- 5 tháng 10 năm 2015: Tên ga được quyết định là Ga Unyeon (Seochang)[3]
- 30 tháng 7 năm 2016: Bắt đầu kinh doanh với việc khai trương Tàu điện ngầm Incheon tuyến 2[4]

## Bố trí ga
| Công viên lớn Incheon ↑ |
| \| N/B                  |
| Bắt đầu·Kết thúc        |

| Hướng Bắc | ● Incheon tuyến 2 | ← Hướng đi Công viên công dân · Juan · Seongnam · Geomam · Geomdan Oryu |
| Hướng Nam | ● Incheon tuyến 2 | → Kết thúc tại ga này                                                   |

## Xung quanh nhà ga
- Làng Yeongolgol Chueo
- Trung tâm người cao tuổi Yeongolgol
- Trung tâm người cao tuổi Unyeon-dong
- Văn phòng phương tiện vận tải của Tập đoàn Vận tải Seoul
- Trường tiểu học Seochang Seochang
- Seochang-dong
- Hướng tới Siheung

## Hình ảnh

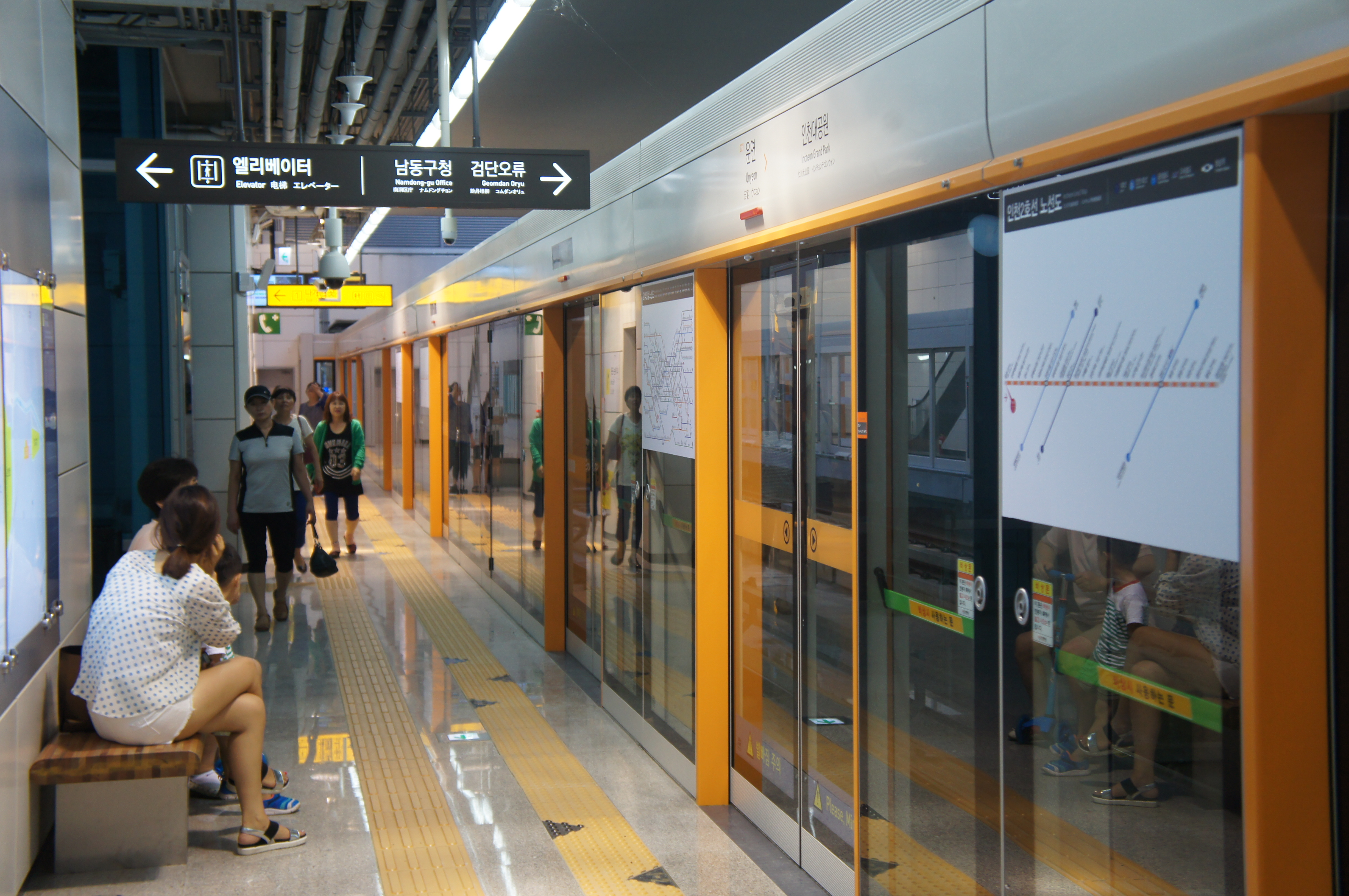
Sân ga
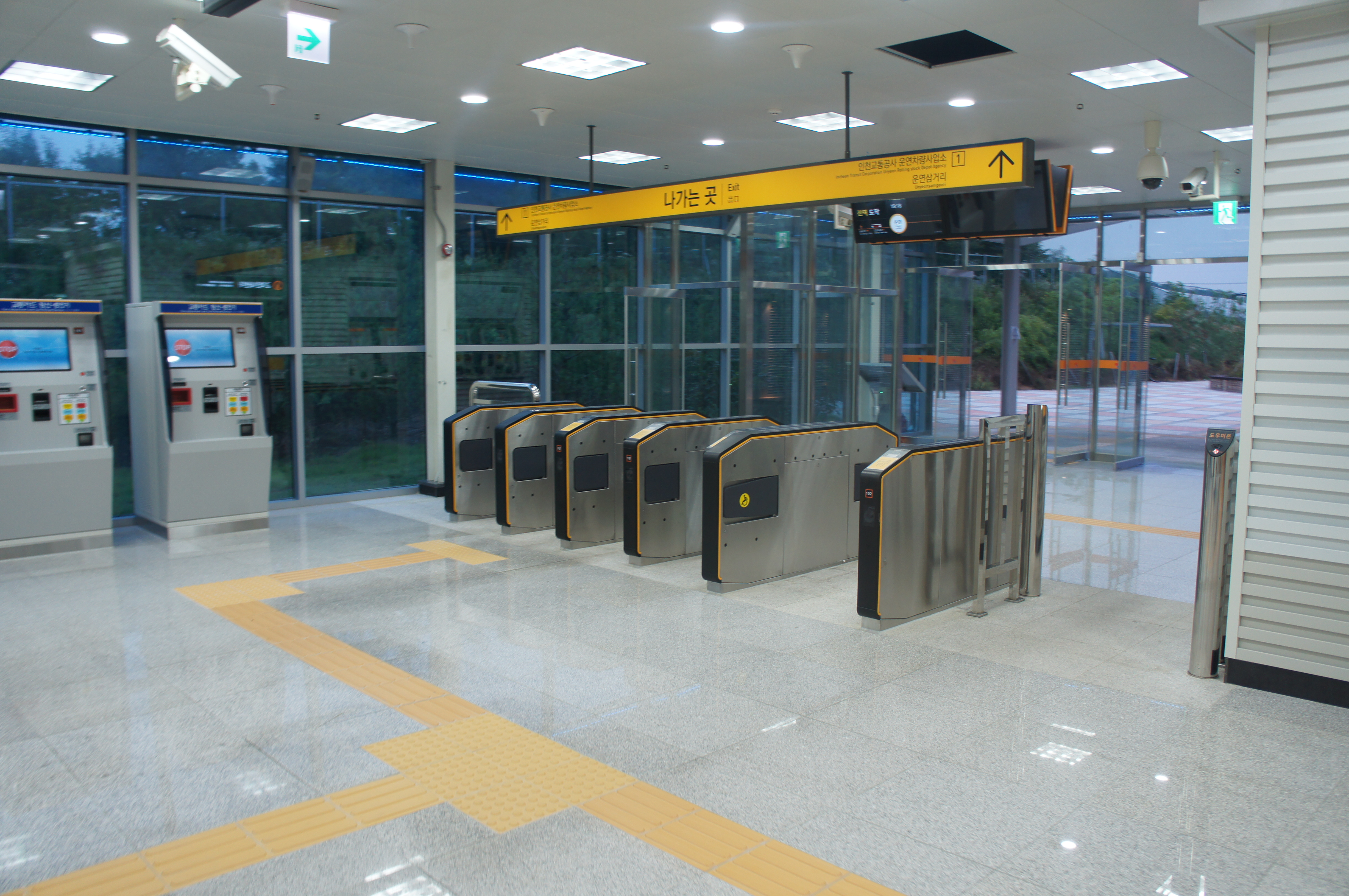
Sảnh
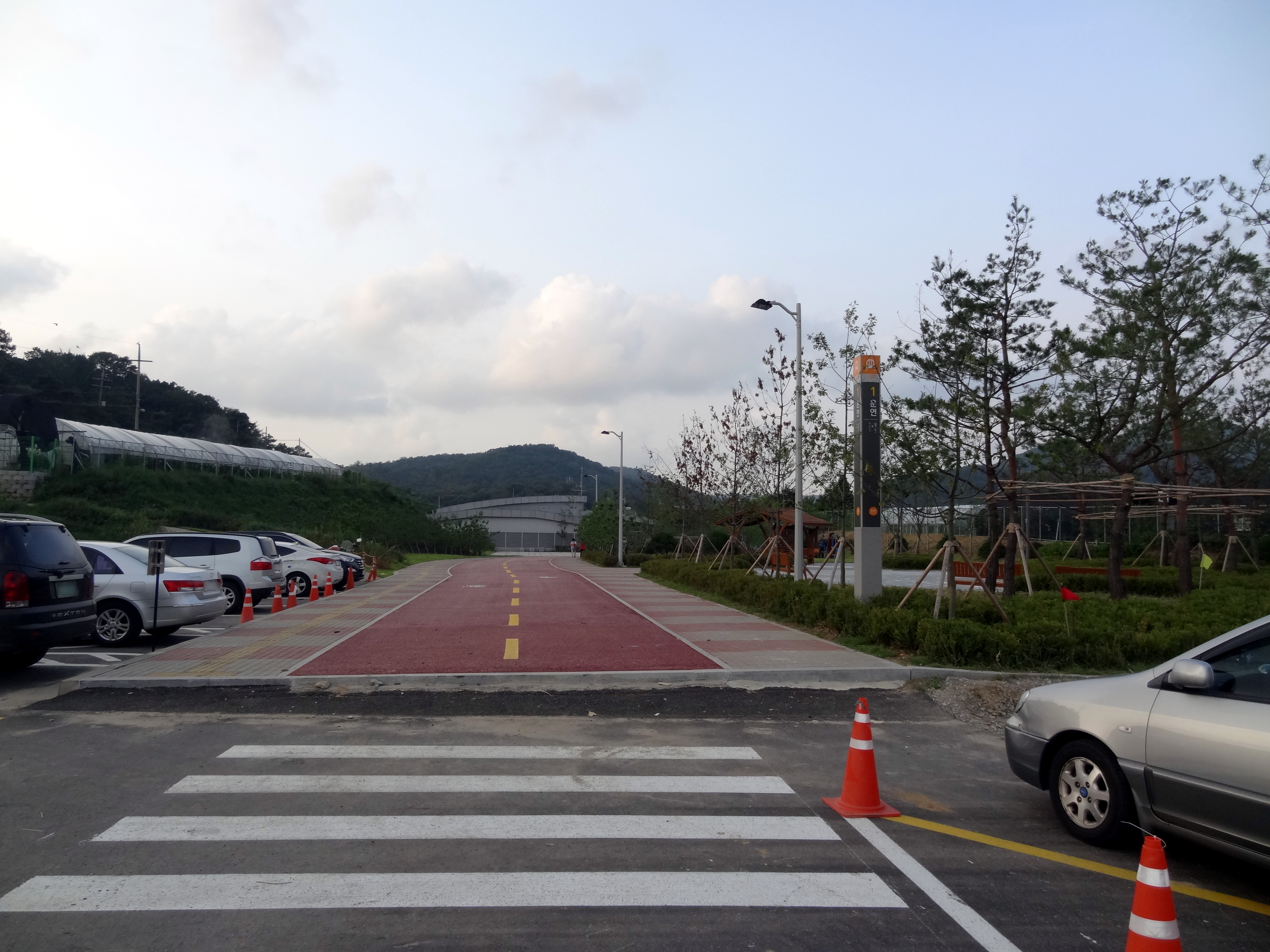
Lối vào nhà ga
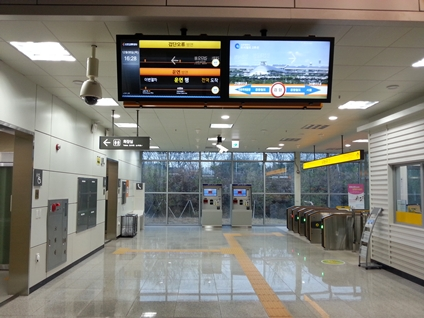
Bên trong quầy bán vé

## Liên kết
- (tiếng Hàn) Thông tin ga Lưu trữ ngày 16 tháng 8 năm 2016 tại Wayback Machine từ Tổng công ty vận chuyển Incheon